# Mary Anne Driscoll
Mary Anne Driscoll (* 1950 in San Mateo, Kalifornien) ist eine US-amerikanische Jazz-Pianistin und Sängerin.

## Leben und Wirken
Mary Anne Driscoll ist Autodidaktin; während ihrer Schulzeit war sie Chorleiterin. Sie studierte an Colleges in ihrer Heimatstadt und in San Francisco; außerdem hatte sie Privatstunden bei der Vokalistin Marie Gibson. Sie spielte dann in der Musikszene der San Francisco Bay Area und trat mit Künstlern der improvisierten Musik auf, u. a. im Keystone Korner.
In den 1970er Jahren zog Driscoll nach New York City, arbeitete dort mit Cecil Taylor und Jimmy Lyons, außerdem als Komponistin, Arrangeurin und Pianistin bei  Paul Murphy und Dewey Johnson, mit Karen Borca, William Parker und Jay Oliver. Driscoll trat in dieser Zeit regelmäßig im Club Ali's Alley auf und war Sängerin oder Pianistin in Ted Daniels Big Band Energy. 1981 entstanden erste Aufnahmen für Columbia Records im Duo mit Paul Murphy; 1983 nahm sie dann weitere Titel mit Murphy bzw. im Trio mit Jimmy Lyons, Dewey Johnson and Karen Borca auf; außerdem für RCA in Quintett-Besettung unter Paul Murphys Leitung (Cloudburst, 1983).
In den folgenden Jahren konzentrierte sie sich auf das Komponieren, zog nach Maine, wo sie heute lebt, wo sie unterrichtet und auftritt. 1992 schrieb sie Vokaltitel, die sie Jimmy Lyons widmete und mit William Parker und Paul Murphy für das Label Mapleshade aufnahm. 1996 gründete sie ein Quintett, mit der sie Neue Musik spielte; ihm gehörten Michael Whitehead, Bruce Boege, Jimmy Lyden und Jeff Densmore an. 2000 trat sie mit der Gruppe in Ungarn auf; 2003 erschien auf Cadence Jazz Records das Album Red Snapper; 2004 folgte auf CIMP Inside Out, bei dem sie erneut mit Paul Murphy zusammenarbeitete.
2005 und 2006 erhielt sie Stipendien der ASCAP für Kompositionen. Live in den Niederlanden wurde dann ihre Solo-Produktion Passage mitgeschnitten; dabei sang sie Jazz-Standards wie Bud Powells „Tempus Fugit“ und Benny Golsons „I Remember Clifford“, Original-Kompositionen und spielte freie Piano-Improvisationen.

## Diskographische Hinweise
- Red Snapper (Cadence Jazz, 2003)
- Inside Out (CIMP, 2004)
- Passages Vol. 1 (CD Baby, 2008); Passages, Vol. 2 (download)